# 214. strelska divizija (ZSSR)
214. strelska divizija (izvirno rusko 214. стрелковая дивизия; kratica 214. SD) je bila strelska divizija Rdeče armade v času druge svetovne vojne.

## Zgodovina
Divizija je bila ustanovljena aprila 1941 v Vorišilovgradu, bila uničena oktobra istega leta v Vjazmi in bila ponovno ustanovljena januarja 1942 v Ufi.